# Regione 4 (Territori del Nord-Ovest)
La Regione 4 è una delle sei regioni censuarie dei Territori del Nord-Ovest in Canada, con capoluogo Fort Providence. Al 2011 aveva 3.246 abitanti su una superficie di 194.494,08 km². È stata istituita con il censimento del 2011, quando l'area dei Territori è stata suddivisa in 6 nuove regioni censuarie.

## Comunità
- Villaggi
  - Fort Simpson
- Frazioni
  - Fort Liard
  - Fort Providence
- Insediamenti
  - Jean Marie River
  - Kakisa
  - Nahanni Butte
  - Trout Lake
  - Wrigley
- Riserva indiana
  - Hay River Reserve (Hay River Dene)